# Manoir de Sainte-Marie-la-Robert
Le manoir de Sainte-Marie-la-Robert est une demeure du XVe siècle qui se dresse sur le territoire de la commune française de Sainte-Marie-la-Robert, dans le département de l'Orne, en région Normandie. L'édifice est inscrit au titre des monuments historiques.

## Localisation
Le manoir est situé au nord de la commune de Sainte-Marie-la-Robert, dans le département français de l'Orne.

## Historique
Le manoir, construit au XVe siècle en deux campagnes, fut la propriété des familles de La Broise, d'Orglandes et Le Veneur.
Il a été sauvé de la ruine après une restauration primée au concours des « Chefs-d'œuvre en péril ».
En 1998, le château était la possession de M. Marc Chalufour.

## Description
Le château qui a conservé de nombreux dispositifs de défense témoigne néanmoins d'un souci de confort de vie avec la présence notamment de cheminées, latrines et d'éléments sculptés.
De l'ancien manoir prieural des XIVe – XVIe siècles, il subsiste une porterie percée d'un passage en arc brisé et des restes de logis et de dépendances près d'une chapelle.

## Protection
Le manoir est inscrit au titre des monuments historiques par arrêté du 28 octobre 1926.